# Mânăstirea
Mânăstirea là một xã thuộc hạt Călărași, România. Dân số thời điểm năm 2002 là 6206 người.